# 1991 en Ontario
Chronologie de l'Ontario
- 1987
- 1988
- 1989
- 1990
- 1991
- 1992
- 1993
- 1994
- 1995

Cette page concerne des événements d'actualité qui se sont produits durant l'année 1991 dans la province canadienne de l'Ontario.

## Politique
- Premier ministre :   Bob Rae du parti néo-démocrate de l'Ontario
- Chef de l'Opposition :
- Lieutenant-gouverneur :
- Législature :

## Décès
- 11 janvier : Larry Condon (en), député fédéral de Middlesex—London—Lambton (1974-1979) (° 3 juillet 1936).
- 11 juin : David Croll (en), député provincial de Windsor—Walkerville (1934-1943), 18e maire (en) de Windsor, député fédéral de Spadina (1945-1955) et sénateur (° 12 mars 1900).
- 12 septembre : Bruce Matthews, militaire (° 12 août 1909).